# Xã Clifford, Quận Susquehanna, Pennsylvania
Xã Clifford (tiếng Anh: Clifford Township) là một xã thuộc quận Susquehanna, tiểu bang Pennsylvania, Hoa Kỳ. Năm 2010, dân số của xã này là 2.408 người.